# Нектарский период

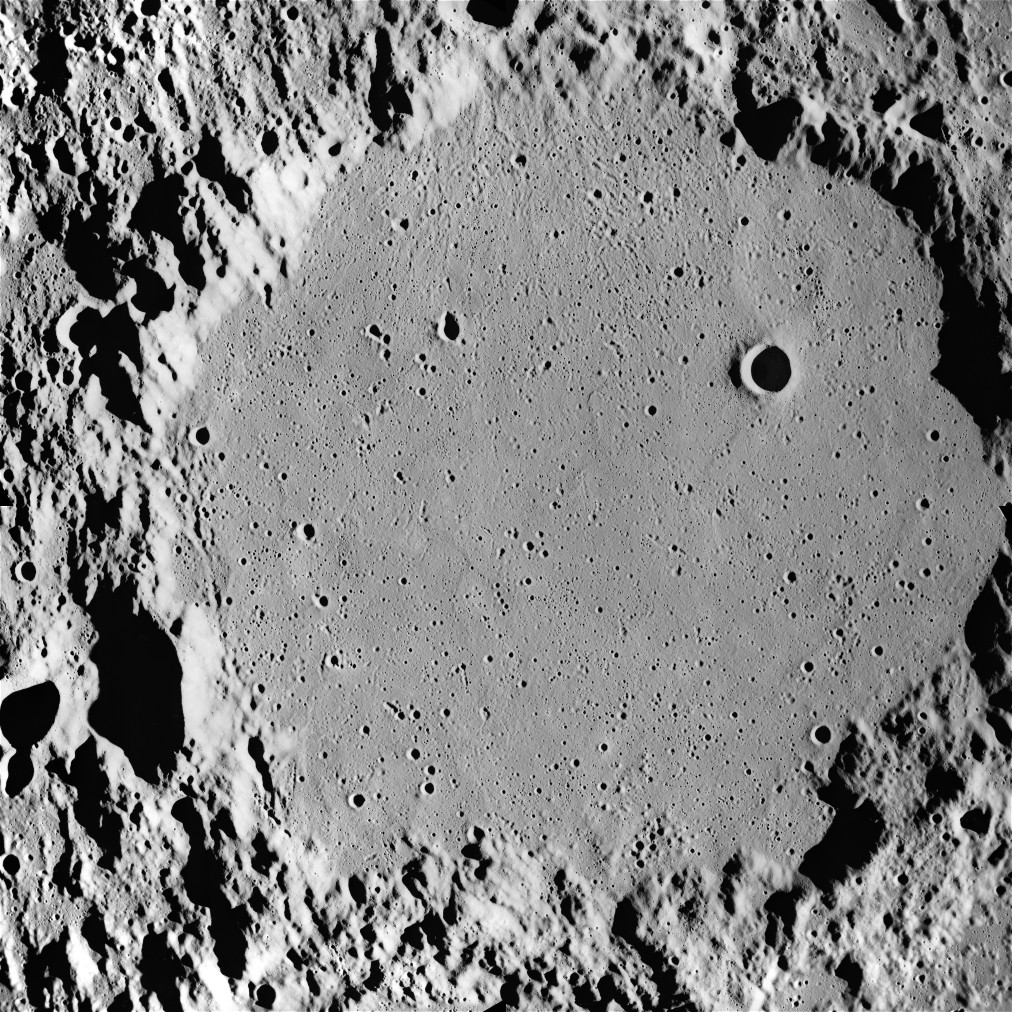
Кратер Птолемей

Нектарский (птолемеевский) период — относительно короткий, но бурный период геологической истории Луны, начавшийся 3,92 млрд лет назад и продолжавшийся 70 млн лет. В течение его сформировались 10—12 относительно хорошо сохранившихся бассейнов, в том числе и бассейн моря Нектара, давшего название периоду.
Кратеры, сформировавшиеся в нектарский период, обычно имеют хорошо выраженные валы и центральные горки и несколько заглубленные днища (относительно окружающей
местности). Типичным таким кратером является Птолемей, поэтому этот период иногда называют птолемеевским.